# 사사리어
사사리어(이탈리아어: sassarese, 사사리어: sassaresu)는 이탈리아 사르데냐섬 북부의 해안 지역(사사리 지방)에서 쓰이는 로망스어군 언어이다. 인접한 사르데냐어와 달리 주로 이탈리아달마티아어군으로 분류되며, 코르시카어 및 갈루라어와 밀접한 연관이 있다. 코르시카어의 한 방언으로 여겨지기도 한다.
역사적인 연결과 지리적 근연성으로 인해 대체로 중세 토스카나 방언에 뿌리를 두고 있으며 기원이 같은 이탈리아어와도 유사점이 많으나, 어휘, 음운, 구문의 측면에서 사르데냐어의 영향도 크게 받았다. 중세에 도시 지역에서 사르데냐어, 코르시카어, 리구리아어 등이 섞이며 링구아 프랑카로서 등장하기 시작한 혼성 언어이다.
사사리어는 이 지역의 인구 175,000명 중 약 10만 명이 사용한다. 갈루라어와의 점이지대에서는 카스텔라네시(Castellanesi)로 불리는 중간적 방언들이 쓰인다.

## 같이 보기
- 사사리도
- 코르시카어
- 사르데냐어
- 갈루라어